# ویکتورین ساردو
ویکتورین ساردو (به فرانسوی: Victorien Sardou) نمایش‌نامه نویس قرن نوزدهم میلادی اهل فرانسه است.